# Jelitowo

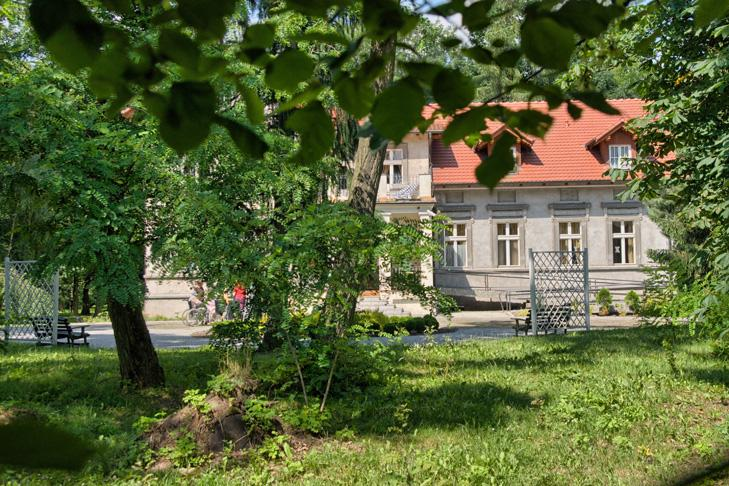
Jelitowo dwór Chrzanowskich

Jelitowo (niem. Eschdorf) – wieś w Polsce położona w województwie wielkopolskim, w powiecie gnieźnieńskim, w gminie Niechanowo.
W latach 1975–1998 miejscowość administracyjnie należała do województwa poznańskiego.
Urodził się tu Sylwester Trojanowski (ur. 31 grudnia 1891, zm. wiosną 1940 w Katyniu) – kapitan piechoty Wojska Polskiego, kawaler Orderu Virtuti Militari, ofiara zbrodni katyńskiej.
W północnej części wsi, w parku krajobrazowym z końca XIX wieku, znajduje się dwór o nieregularnym kształcie, z charakterystycznym gankiem, kryty dachem dwuspadowym. Obiekt pochodzi z 1890. Kolejnymi właścicielami majątku byli Chrzanowscy (XIX wiek) i Łyskowscy (XX wiek). Obecnie we dworze funkcjonuje gościniec.
Inne obiekty zabytkowe to: szkoła murowana z 1921 i zespół folwarczny z zabudowaniami z końca XIX wieku i lat 1852 oraz 1905.